# Трикулевська-Дубровська Ніна Георгіївна
Ніна Георгіївна Трикулевська-Дубровська (26 лютого 1885, Черкаси – †?) — українська прозаїк, перекладачка, музичний та літературний критик. Псевдоніми — Одарка Рудницька; Гордій Юрич; Romana. Відома також як Дубровська-Трикулівська Ніна Юріївна. Дружина мовознавця Віктора Григоровича Дубровського (1876—1943).

## Життєпис
Закінчила Римську музичну академію. Член Римської філармонійної академії. Перекладач з італійської.
Друкувалась в журналі «Українська хата» (1909), «Книгар», в газеті «Рада». Співробітничала з об'єднанням «Музагет».
У 1920-ті роки — головний редактор Комісії словника музичної термінології Інституту української наукової мови УАН.
Член-співробітник музичної секції мистецького відділу Інституту української наукової мови (1926).
Подальша доля невідома.

## Твори
- Авторка оповідань, які друкувалися в часописах 1910-х років. В «Українській хаті» опублікувала оповідання «Тунелі», «В маленькій пристані»
- Гордій Юрич. Int'a picciola mari’ // Українська хата. № 1-6, 1914(«В маленькій пристані»)elib.nplu.org
- Н.  Трикулевська. Пам'яті М. В. Лисенка // Українська хата. № 5, 1912elib.nplu.org
- Гордій Юрич. Nokturne / Юрич Гордій // Українська хата. 1909
- «Рефлекси» уперше опубліковано в журналі «Мистецтво» (К., 1919, ч. І, стор. 13— 14)
- Трикулевська Н. Художні виставки і український елемент в їх: (сезон 1909—1910 рр. у Києві): 1-я публікація в Українській хаті. 1910
- Переклала збірку оповідань Джека Лондона «Любов до життя» (Київ, 1925; 2-ге вид., Вініпеґ, 1928; 3-тє доп. вид., спільно з Галиною Яр, Харків; Київ, 1930), роман П'єра Льоті «Ісландський рибалка» (Київ, 1928) та ін.
- переклала на українську мову три п'єси відомого італійського письменника Габріеле д'Аннунціо: «Джоконда», «Дочка Йоріо» та «Слава»
- Трикулевська Н. Малярський хист Шевченка. — «Українська хата», 1911, № 4, С. 250—252
- Дубровська-Трикулівська Н. «Кармелюк». Лібрето до опери на 4 дії. (б. д.).